# Buzuluk
Buzuluk (tiếng Nga: Бузулук) là một thành phố Nga. Thành phố này thuộc chủ thể Orenburg Oblast. Thành phố có dân số 87.286 người (theo điều tra dân số năm 2002). Đây là thành phố lớn thứ 188 của Nga theo dân số năm 2002.